# Parmotrema dactylosum
Parmotrema dactylosum är en lavart som beskrevs av Fleig. Parmotrema dactylosum ingår i släktet Parmotrema och familjen Parmeliaceae.   Inga underarter finns listade i Catalogue of Life.